# 菲爾德氏密光鰓魚
菲爾德氏密光鰓魚（學名：Pycnochromis fieldi），又稱菲爾德氏光鰓雀鯛，為輻鰭魚綱鱸形目雀鯛科密光鰓魚屬的其中一種，分布於印度洋區，包括東非、葉門、馬爾地夫、斯里蘭卡、聖誕島、印尼等海域，深度1至40公尺，體長可達5.1公分，棲息在珊瑚礁、潟湖，以浮游生物為食，日行性，繁殖期時會成對出現，具有領域性，雄魚會保護魚卵直到卵孵化。